# Lomba do Pinheiro
Lomba do Pinheiro é um bairro da zona leste da cidade brasileira de Porto Alegre, capital do estado do Rio Grande do Sul. Foi criado pela Lei 7954 de 8 de janeiro de 1997, alterando as leis n°s 4166/76 e 2022/59. Em 2016, houve nova alteração através da Lei 12.112/16. Em 2019 o bairro contava com: 58.106 habitantes, distribuídos por seus 2.957,1 hectáres, com uma densidade populacional de 1.953,07 hab./km². A taxa de analfabetismo do bairro era de 4,04%, levemente maior que o índice geral de Porto Alegre que era de 3,86%. A renda média era de 1,81 salários mínimos por domicílio. O seu Índice de Desenvolvimento Humano Municipal é de 0,679 elevado em comparação o índice de 0,805 da cidade.

## Histórico
Inicialmente, a região onde atualmente se localiza o bairro Lomba do Pinheiro estava dividida em grandes extensões de terras, pertencentes a famílias de origem portuguesa, que cultivavam a terra e criavam animais. Um deles, morador dos mais antigos da região, o comerciante João de Oliveira Remião, deu seu nome à principal avenida do bairro.
Até início da década de 1940, o Lomba do Pinheiro manteve caraterísticas rurais, e seus moradores comercializavam hortifrutigranjeiros no Centro da cidade. Também existiam na região os tambos de leite, que abasteciam o bairro e as regiões mais próximas.

## Características atuais
Uma das características do Lomba do Pinheiro é a organização comunitária e a busca de seus moradores por melhores condições de vida. A necessidade de regularização dos terrenos e a busca por melhor infraestrutura foram as principais influências para a organização das associações de moradores.
Compreende as atuais vilas São Francisco, Mapa I e II, Chácara das Peras, das Pedreiras, Beco do Davi, Quinta do Portal, Herdeiros, Tamanca, Jardim Lomba do Pinheiro, Residencial São Claro, Jardim Franciscano, Nova São Carlos, Viçosa, Stellamar, Primeiro de Maio, Nova Serra Verde, Pinhal, recreio da Divisa, Beco dos Mendonças,  Panorama, Santa Helena, São Pedro, Santa Filomena e Bonsucesso. Também compreende alguns empreendimentos como Chácara das Nascentes, Morada do Pinheiro e Atmosfera Eco Clube.
A Orquestra Villa-Lobos, fundada na Escola Municipal de Ensino Fundamental Heitor Villa-Lobos, tem se destacado pelo seu trabalho musical e pelo seu impacto social, atuando na Vila Mapa, uma das comunidades mais carentes do bairro, atraindo os jovens para dentro da escola e possibilitando que desenvolvam novas habilidades, qualificando o ensino e promovendo uma nova identidade para a comunidade, além de ser um importante fator para a formação do caráter e desenvolvimento de valores humanos e éticos nos alunos.

## Limites atuais
Ponto inicial e final: encontro do Arroio Agronomia com a Avenida Bento Gonçalves; desse ponto segue pela Avenida Bento Gonçalves até o Arroio Dilúvio, limite com o Município de Viamão; segue pelo eixo desse arroio até o Arroio Taquara, ponto de coordenadas E: 289.266; N: 1.669.865, junto à Represa da Lomba do Sabão, segue pelo eixo dessa represa até o limite da propriedade do Parque Saint` Hilaire, ponto de coordenadas E: 289.235; N: 1.668.317, junto a Avenida Deputado Adão Pretto (antigo Beco da Taquara); segue pelo limite desse parque, na direção sudeste, acompanhando suas inflexões, até a Estrada João de Oliveira Remião, ponto de coordenadas E: 290.494; N: 1.665.633, por essa até a Estrada das Quirinas, por essa até o passo sobre o Arroio das Quirinas, ponto de coordenadas E: 292.349; N: 1.661.745; desse ponto segue o eixo do Arroio do Lami até o Arroio São Caetano, ponto de coordenadas E: 292.412; N: 1.660.205; desse ponto segue por uma linha reta e imaginária até a Estrada das Quirinas, ponto de coordenada E: 292.037; N: 1.660.061; desse ponto segue por linha reta e imaginária, passando pelo ponto de coordenadas E: 291.473; N: 1.660.448 e seguindo até o final do Beco dos Mendonças, ponto de coordenadas E: 290.918; N: 1.663.589,02; desse ponto segue por uma linha reta e imaginária até o final do Beco do Albino, ponto de coordenadas E: 290.671,83; N: 1.664.465, por esse até a Estrada João Antônio da Silveira, ponto de coordenadas E: 290.592; N: 1.664.778; desse ponto segue por linhas retas e imaginárias passando pelos pontos de coordenadas E: 290.538; N: 1.664.742,69 e E: 290.070; N: 1.665.175; desse ponto segue por uma sequencia de linhas imaginárias, paralelas à Estrada João Antônio da Silveira, até a Estrada do Rincão, ponto de coordenadas E: 287.680; N: 1.664.630; por essa até o logradouro não cadastrado Doutor José Sanfelice Neto, ponto de coordenadas E: 285.801; N: 1.666.844; desse ponto segue por uma linha reta e imaginária até o entroncamento da Estrada Afonso Lourenço Mariante com a Estrada Antônio Borges, por essa até a Estrada dos Vinhedos (antiga Estrada das Capoeiras), por essa até o Beco do Davi, por esse até a sua projeção sobre o Arroio Agronomia, ponto de coordenadas E: 286.837; N: 1.670.522; segue pelo eixo desse arroio até a Avenida Bento Gonçalves, ponto inicial.

## Lei dos limites de bairros - Proposta 2015-2016
No fim do ano de 2015, as propostas com as emendas foram aprovadas pela câmara de vereadores de Porto Alegre. Em relação aos limites atuais, há algumas alterações. As alterações mais importantes foram a ampliação dos limites do bairro até a Avenida Bento Gonçalves, no trecho entre o Arroio Agronomia e o limite com Viamão, englobando as vilas Herdeiros, Tamanca e o condomínio Atmosfera Eco Clube. O bairro agora também integra o Campus central da UERGS. Os limites do bairro foram ampliados também no sentido sul até a Estrada das Quirinas. Os limites com o município de Viamão no trecho sul do bairro , que até então estavam indefinidos, passou a ser a Estrada das Quirinas até a confluência do Arroio das Quirinas. Inclusive até mesmo o IBGE utilizou o trecho inicial da Estrada das Quirinas como o limite entre Porto Alegre e Viamão no censo demográfico de 2010.